# HDfury
HDfury è un convertitore da DVI-D a VGA, che tramite un processore Silicon permette di visualizzare segnali DVI o HDMI (da decoder o lettori DVD) sui vecchi monitor analogici, anche in alta definizione, ed ha il supporto HDCP (fino alla versione HDCP 2.2).

## Versioni
- HDfury
- HDfury2
- HDfury3
- HDfury4